# Ofner Handelspfund
Das Ofner Handelspfund war eine Masseneinheit (Gewichtsmaß) in Ungarn. Ofen steht für die deutsche Bezeichnung des Stadtteils Buda bis zum Zusammenschluss 1873 mit Pest. Dieses Handelpfund galt als das schwerere und das Siebenbürger als das leichtere.
- 1 Ofner Handelspfund = 491,5909 Gramm